# Andronico (Mercadante)
Andronico è un'opera di Saverio Mercadante su libretto di Giovanni Kreglianovich. Fu rappresentata per la prima volta al Teatro La Fenice di Venezia il 26 dicembre 1821.
Gli interpreti della prima rappresentazione furono:
| Personaggio         | Interprete                |
| ------------------- | ------------------------- |
| Calojanni Paleologo | Gaetano Crivelli          |
| Irene di Trabisonda | Francesca Festa Maffei    |
| Andronico           | Giovanni Battista Velluti |
| Leone               | Raffaele Benetti          |
| Eudossa             | Marietta Bramati          |
| Marziano            | Alessandro Mombelli       |

## Trama
La scena è in Costantinopoli e dintorni.

## Struttura musicale
- Sinfonia

### Atto I
- N. 1 - Introduzione Cupo feral silenzio (Coro, Leone)
- N. 2 - Cavatina dell'Imperatore Sul maggior de' sogli assiso (Imperatore, Leone, Coro)
- N. 3 - Coro e Cavatina di Irene Sgombra il duolo e il passo avanza - Sventurata! in bruna veste (Irene, Coro)
- N. 4 - Duetto fra l'Imperatore ed Irene Dovrei punir l'infido
- N. 5 - Cavatina di Andronico Era felice un dì (Andronico, Coro)
- N. 6 - Duetto fra Irene ed Andronico Vanne; se alberghi in petto
- N. 7 - Finale I Serba unite, o ciel custode - Il mio destino, ingrato - Mugge il tuono, e si raddoppia (Coro, Imperatore, Marziano, Andronico, Leone, Irene, Eudossa)

### Atto II
- N. 8 - Introduzione Non dubbia, ahi miseri! (Coro)
- N. 9 - Aria di Irene Nel pianto e nell'affanno (Irene, Coro)
- N. 10 - Coro e Quartetto Sacro dover terribile - Nel periglioso istante (Coro, Imperatore, Andronico, Leone, Irene)
- N. 11 - Aria di Eudossa Tarda pentita io spargo
- N. 12 - Aria dell'Imperatore Ah versar d'un figlio il sangue (Imperatore, Coro, Leone)
- N. 13 - Coro e Aria di Andronico Di grida insolite - Diletta immagine (Andronico, Coro, Marziano)
- N. 14 - Finale II Dalle più oscure grotte - Nel seggio placido - Sì, di morte è giunta l'ora (Andronico, Irene, Imperatore, Leone, Coro)